# Muziekencyclopedie
Muziekencyclopedie.nl, ook bekend als MCN's popencyclopedie, was een online encyclopedie over de geschiedenis van  Nederlandse muziek. De website bevatte biografieën, discografieën, foto’s, audio en video van Nederlandse muzikanten(groepen) en componisten uit de Nederlandse muziek in diverse genres en beschrijvingen van Nederlandse podia en festivals. Aanvankelijk was de encyclopedie gemaakt door het Nationaal Pop Instituut, dat door een fusie later werd opgenomen als onderdeel van het huidige Muziek Centrum Nederland (MCN). De encyclopedie bevatte artikelen over genres en uitgebreide biografieën over de meeste bands die in Nederland cd's uitbrachten of anderszins interessant genoeg geacht worden door MCN.

## Geschiedenis
De Encyclopedie van de Nederlandse Popmuziek werd rond 1997 opgestart door het Nationaal Pop Instituut (NPI) en werd een onderdeel van de website van deze organisatie. Nadat het NPI fuseerde tot Muziek Centrum Nederland (MCN) werd de Muziekencyclopedie uitgebreid met de genres jazz en klassiek/hedendaagse muziek. In mei 2011 werd de website met de URL Muziekencyclopedie.nl gepresenteerd. Deze was ontworpen door Claw Boys Claw-zanger Peter te Bos. Na de opheffing van MCN werd de website overgenomen door het Nederlands Instituut voor Beeld en Geluid.
Na de fusie in 2023 tussen het Nederlands Instituut voor Beeld en Geluid en Centrale Discotheek Rotterdam is de encyclopedie op muziekencyclopedie.nl in januari 2024 uit de lucht gehaald. De contents zijn samengevoegd met Muziekweb.